# Banco Central de Timor-Leste
O Banco Central de Timor-Leste (BCTL) foi formalmente criado a 13 de Setembro de 2011, substituindo a Autoridade Bancária e de Pagamentos de Timor-Leste (ABP) e o Gabinte Central de Pagamentos. É o responsável pela política monetária.
Entre suas actuais funções, destaca-se a supervisão da actividade bancária.
Sua sede está localizada na capital, Díli.